# Hulu (Pancur Batu)
Hulu is een bestuurslaag in het regentschap Deli Serdang van de provincie Noord-Sumatra, Indonesië. Hulu telt 3780 inwoners (volkstelling 2010).